# Sphaerites politus
Sphaerites politus är en skalbaggsart som beskrevs av Mannerheim 1846. Sphaerites politus ingår i släktet Sphaerites och familjen savbaggar. Inga underarter finns listade i Catalogue of Life.